# Agrothereutes minousubae
Agrothereutes minousubae là một loài tò vò trong họ Ichneumonidae.